# Kenta Kifuji
Kenta Kifuji (japanisch 木藤 健太 Kifuji Kenta; * 5. Oktober 1981 in der Präfektur Nagasaki) ist ein ehemaliger japanischer Fußballspieler.

## Karriere
Kifuji erlernte das Fußballspielen in der Universitätsmannschaft der Kinki-Universität. Seinen ersten Vertrag unterschrieb er 2004 bei Avispa Fukuoka. Der Verein spielte in der zweithöchsten Liga des Landes, der J2 League. 2006 wechselte er zum Ligakonkurrenten Montedio Yamagata. 2008 wurde er mit dem Verein Vizemeister der J2 League und stieg in die J1 League auf. Für den Verein absolvierte er 33 Ligaspiele. Ende 2009 beendete er seine Karriere als Fußballspieler.